# Sobekhotep III
Sobekhotep III fou un faraó de la dinastia XIII d'Egipte. Al Papir de Torí apareix al número 19 amb tres anys i dos mesos, però el tres és poc llegible i podria ser un quatre.
El seu nom de tron fou Sekhemre Sewadjtawi (Poderós és Ra, el que fa florir les dues terres). A una inscripció apareixen els seus parents i per això se sap que no fou de la família real, potser un militar.
Del seu regnat s'han trobat gran quantitat d'objectes entre ells 30 escarabats reials, i monuments a Elkab i Lisht; uns cilindres es van trobar a l'illa Sehel. Al Museu d'Antiguitats Egípcies hi ha una esfinx del faraó.